# Cantika Felder
Cantika Felder (Nacida en Yakarta, el 10 de enero de 1990, cuyo nombre verdadero es  Cantika Ramon Felder) es una modelo, actriz, comediante, bailarina y cantante indonesia. Ella es la hija de la actriz Minati Atmanegara.

## Carrera
Su carrera comenzó como finalista de un concurso realizado en 2004. Luego protagonizó en las telenovelas y, finalmente, lanzó un Yups álbum!. Ese soy yo en 2005.

## Vida personal
Cantika es la segunda hija de Alexander Felder y Minati Atmanegara. Además tiene un hermano mayor llamado Cakra Crisandi Felder.

## Filmografía
- "Syahadat Cinta" (2008)
- "Pengantin Cinta" (2010)